# MANGA Plus
《MANGA Plus》於2019年1月28日開通，是集英社擁有的在線漫畫平臺、流動應用程式。日本、中國大陸和大韓民國除外，在世界各地提供。

## 連載作品
《週刊少年Jump》
- 《演員夜凪景 act-age》（アクタージュ act-age）
- 《無重力少年》（AGRAVITY BOYS）
- 《暗殺教室》（暗殺教室）
- 《妖幻三重奏》（あやかしトライアングル）
- 《爆漫王。》（バクマン。）
- 《黑色五葉草》（ブラッククローバー）
- 《BLEACH》（BLEACH／ブリーチ）
- 《青春之箱》（アオのハコ）
- 《BUILD KING》（BUILD KING）
- 《BURN THE WITCH》（BURN THE WITCH／バーン・ザ・ウィッチ）
- 《天降糖果雨》（アメノフル）
- 《鏈鋸人》（チェンソーマン）
- 《死亡笔记》（デスノート）
- 《鬼滅之刃》（鬼滅の刃）
- 《Dr.STONE 新石紀》（ドクターストーン）
- 《龍珠》（ドラゴンボール）
- 《食戟之靈》（食戟のソーマ）
- 《排球少年！！》（ハイキュー!!）
- 《灼熱的儀來河內》（灼熱のニライカナイ）
- 《火之丸相撲》（火ノ丸相撲）
- 《HUNTER×HUNTER》（ハンター×ハンター）
- 《幻影血脈》（ジョジョの奇妙な冒険 Part1 ファントムブラッド）
- 《戰鬥潮流》（ジョジョの奇妙な冒険 Part2 戦闘潮流）
- 《咒術迴戰》（呪術廻戦）
- 《黑子的籃球》（黒子のバスケ）
- 《破壞神瑪谷》（破壊神マグちゃん）
- 《我與機器子》（僕とロボコ）
- 《肌肉魔法使-MASHLE-》（マッシュル -MASHLE-）
- 《夜櫻家大作戰》（夜桜さんちの大作戦）
- 《我的英雄學院》（僕のヒーローアカデミア）
- 《火影忍者》（NARUTO -ナルト-）
- 《九龍的球宴》（クーロンズ・ボール・パレード）
- 《偽戀》（ニセコイ）
- 《ONE PIECE》（ONE PIECE／ワンピース）
- 《靈視少年》（仄見える少年）
- 《浪客剑心》（るろうに剣心-明治剣客浪漫譚-）
- 《SAMURAI 8 機侍 八丸傳》（サムライ8 八丸伝）
- 《SAKAMOTO DAYS 坂本日常》（SAKAMOTO DAYS）
- 《青春期文藝復興！大衛同學》（思春期ルネサンス!ダビデ君）
- 《擅長逃跑的殿下》（逃げ上手の若君）
- 《小紅帽》（レッドフード）
- 《約定的夢幻島》（約束のネバーランド）
- 《時間悖論影子寫手》（タイムパラドクスゴーストライター）
- 《不死不運》（アンデッドアンラック）
- 《我們真的學不來！》（ぼくたちは勉強ができない）
- 《WITCH WATCH》（ウィッチウォッチ）

《少年Jump+》
- 《青旗》（青のフラッグ）
- 《膽大黨》（ダンダダン）
- 《地獄樂》（地獄楽）
- 《北海道辣妹金古錐》（道産子ギャルはなまらめんこい）
- 《怪獸8號》（怪獣8号）
- 《鴨乃橋論的禁忌推理》（鴨乃橋ロンの禁断推理）
- 《SPY×FAMILY間諜家家酒》（SPY×FAMILY）
- 《夏日時光》（サマータイムレンダ）
- 《公主殿下，“拷问”的时间到了》（姫様“拷問”の時間です）
- 《終末的後宮》（終末のハーレム）

《Jump Square》
- 《青之驅魔師》（青の祓魔師）
- 《獵魔戰記》（クレイモア）
- 《Platinum End》（プラチナエンド）
- 《十字架與吸血鬼》（ロザリオとバンパイア）
- 《終結的熾天使》（終わりのセラフ）
- 《信蜂》（テガミバチ）
- 《雙星之陰陽師》（双星の陰陽師）
- 《境界觸發者》（ワールドトリガー）

《V Jump》
- 《博人传-火影次世代-》（BORUTO-ボルト- -NARUTO NEXT GENERATIONS-）
- 《龍珠超》（ドラゴンボール超）
- 《遊戲王ARC-V》（遊☆戯☆王ARC-V）

《週刊YOUNG JUMP》
- 《久保同學不放過我》（久保さんは僕を許さない）
- 《火星異種》（テラフォーマーズ）
- 《東京喰種》（東京喰種トーキョーグール）

## 備註
1. ↑  日本、中國大陸和大韓民國除外。

## 外部連結
- 官方网站
- Everything You Need to Know about MANGA Plus by Shueisha （页面存档备份，存于） - 動畫新聞網對細野秀平的訪談